# Candoia
Candoia es el único género de serpientes constrictoras pertenecientes a la subfamilia Candoiinae, la cual pertenece a la familia Boidae. Este género incluye cinco especies y varias subespecies de pequeñas boas autóctonas de Nueva Guinea y algunas islas de la Melanesia y las Molucas.

## Especies

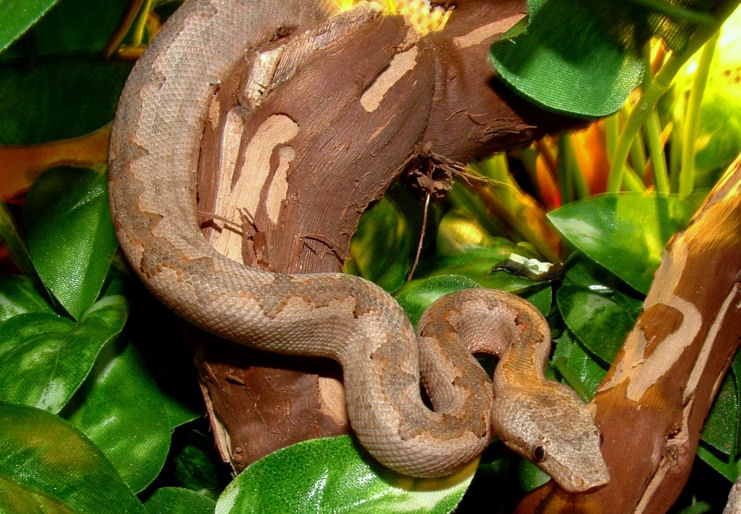
Candoia carinata

- Candoia aspera (Günther, 1877) - Boa de Nueva Guinea
  - Candoia aspera aspera - boa viperina
  - Candoia aspera schmidti - boa terrestre de Nueva Guinea
- Candoia bibroni (Deméril & Bibron, 1844) - Boa del Pacífico
  - Candoia bibroni bibroni - boa de Fiyi
  - Candoia bibroni australis - boa arborícola de las Islas Salomón
- Candoia carinata - (Schneider, 1801) - Boa de Schneider o boa de nariz biselada de Nueva Guinea
  - Candoia carinata carinata - boa de nariz biselada de Schneider
  - Candoia carinata tepedeleni - boa de nariz biselada de Tepedelen
- Candoia paulsoni - (Stull, 1956) - Boa de la Isla Salomón o boa de nariz biselada de Paulson
  - Candoia paulsoni paulsoni - boa terrestre de las Islas Salomón
  - Candoia paulsoni mcdowelli - boa de nariz biselada de McDowell
  - Candoia paulsoni rosadoi - boa de nariz biselada de Rosado
  - Candoia paulsoni sadlieri - de Sadlier
  - Candoia paulsoni tasmai - boa terrestre de Halmahera
  - Candoia paulsoni vindumi - boa de nariz biselada de Vindum
- Candoia superciliosa - boa de nariz biselada de Palaos
  - Candoia superciliosa superciliosa - boa de nariz biselada de Palaos septentrional
  - Candoia superciliosa crombei - boa de nariz biselada de Ngeaur